# Museu de Arte Moderna de Paris
O Museu de Arte Moderna de Paris, formalmente Musée d'Art Moderne de la Ville de Paris, ou MAM Paris, é um museu de arte localizado no 16º arrondissement de Paris, na França.
Apresenta o acervo municipal de arte moderna e arte contemporânea desde o fauvismo, rico em mais de 16.000 obras, voltado principalmente para movimentos artísticos ligados à capital e mais recentemente ao cenário artístico europeu.
Ocupa a ala leste do Palais de Tokyo. A ala oeste do palácio, que pertence ao Estado, também é dedicada à criação contemporânea em todas as suas formas. O museu, inaugurado em 1961, reabriu em 2 de fevereiro de 2006, após um período de reforma, com uma exposição dedicada a Pierre Bonnard. É um dos quatorze museus da cidade de Paris administrados desde 1º de janeiro de 2013 pelo estabelecimento administrativo público Paris Musées.

## Coleção
No numeroso acervo permanente da coleção  estão representadas obras de artistas como:
Pablo Picasso, Georges Braque, Henri Matisse, Emile Othon Friesz, Wilhelm Lehmbruck, Maurice de Vlaminck, Georges Rouault, Raoul Dufy, Marie Laurencin, Pierre Bonnard, Édouard Vuillard, Albert Marquet, Henri Laurens, Jacques Lipchitz, Jean Metzinger, Albert Gleizes, André Lhote, Juan Gris, Alexander Archipenko, Joseph Csaky, Ossip Zadkine, Marcel Duchamp, Francis Picabia, František Kupka, Robert and Sonia Delaunay, Fernand Léger, Jean Hélion, Auguste Herbin, Joaquín Torres-García, Natalia Gontcharova, Luigi Russolo, Amedeo Modigliani, Giorgio de Chirico, Alberto Magnelli, Gino Severini, Kees van Dongen, Bart van der Leck, Jean Arp, Sophie Taeuber-Arp, Maurice Utrillo, Suzanne Valadon, André Derain, Moïse Kisling, Marcel Gromaire, Marc Chagall, Chaïm Soutine, Leonard Foujita, Alexander Calder, Alberto Giacometti, Jean Crotti, Man Ray, Max Ernst, André Masson, Victor Brauner, Hans Bellmer, Roberto Matta, Wifredo Lam, Jean Fautrier, Jean Dubuffet, Bernard Buffet, Pierre Soulages, Nicolas de Staël, Zao Wou Ki, Pierre Alechinsky, Henri Michaux, Étienne-Martin, Antoni Tàpies, Lucio Fontana, Yves Klein, Arman, Martial Raysse, Jean Tinguely, Christo, Victor Vasarely, François Morellet, Carlos Cruz-Diez, Bridget Riley, Daniel Buren, Nam June Paik, Mario Merz, Giuseppe Penone, Luciano Fabro, Simon Hantaï, Delphine Coindet, Bernard Frize, Jean-Michel Othoniel, Robert Rauschenberg, Keith Haring, John Heartfield, James Lee Byars, Peter Doig, Otto Freundlich, Hannah Höch, Hans Hartung, Gerhard Richter, Georg Baselitz, Sigmar Polke, Jörg Immendorff, Wolf Vostell, Andreas Gursky, Markus Lüpertz, Thomas Schütte, Thomas Ruff, Gisèle Freund, Rosemarie Trockel, Daniel Turner,  Albert Oehlen, Per Kirkeby, Marcel Broodthaers, Zeng Fanzhi, Gaston Suisse dentre outros.